# Mercutio
Mercutio er en fiktiv person fra William Shakespeares kendte tragedie, Romeo og Julie. Han er en slægtning af Prins Escalus (også kendt som Prinsen), og er en god ven af familien Montague, specielt Montagues søn, Romeo. Mercutio er blandt andet kendt for sine lange taler.

## Udvalgte skildringer
- - John McEnery spillede Mercutio i Franco Zeffirellis film Romeo og Julie fra 1968.
  - Harold Perrineau Jr. spillede Mercutio i Baz Luhrmanns moderniserede version fra 1996, William Shakespeares Romeo + Juliet.
  - Ben Affleck spillede skuespilleren Edward Alleyn i den prisbelønnede romantiske komedie Shakespeare in Love fra 1998. I filmen tjener Alleyn som historiens første Mercutio.